# 메시에 108
메시에 108은 큰곰자리에 위치한 나선 은하이다. 1781년 또는 1782년에 피에르 메셍에 의해 발견되었다. 지구에서 이 은하는 거의 가장자리에서 보인다.
이 은하는 국부 초은하단에 있는 큰곰자리 은하단의 고립된 구성원이다. SBbc 유형의 형태학적 분류를 가지고 있는데, 이는 다소 느슨하게 감긴 팔을 가진 막대나선은하임을 의미한다. 광학대에서 은하의 최대 각크기는 11′.1 × 4′.6이며 시선에 대해 75° 기울어져 있다.
이 은하는 추정 질량이 1,250억 태양질량(M☉)이고 약 290 ± 80개의 구상성단을 품고 있다. 이 은하에서 중성 수소의 분포를 조사한 결과 H1 슈퍼쉘로 알려진 수 킬로파섹(kiloparsecs)에 대해 확장된 팽창하는 가스의 분리된 껍질을 보여준다. 이들은 초신성 폭발을 일으킨 거대한 별 형성에 기여하는 암흑 물질, 먼지 및 가스의 흐름에 의해 움직였을 수 있다. 또는 이것들은 은하계간 중위의 유입으로 인해 발생하거나 전파제트에 의해 발생할 수 있다.

## 같이 보기
- 메시에 천체 목록
- NGC 2403
- 고래 은하